# Encino Gacho
Encino Gacho är en ort i Mexiko.   Den ligger i kommunen Las Vigas de Ramírez och delstaten Veracruz, i den sydöstra delen av landet, 220 km öster om huvudstaden Mexico City. Encino Gacho ligger 2 403 meter över havet och antalet invånare är 190.
Terrängen runt Encino Gacho är kuperad åt sydost, men åt nordväst är den bergig. Runt Encino Gacho är det ganska tätbefolkat, med 90 invånare per kvadratkilometer. Närmaste större samhälle är Perote, 18,7 km väster om Encino Gacho. I omgivningarna runt Encino Gacho växer i huvudsak blandskog.